# Будванска ривијера
Будванска ривијера простире се у дужини од 25 км и заузима средишњи део Црногорског приморја. Одликује се типичном медитеранском климом са благим, али кишовитим зимама и дугим топлим летима. Дуж ривијере нанизано је 17 мањих и већих пешчаних плажа, почев од Јаза на северу до Буљарица на југу, а неке од њих сматрају се најлепшим, али и најдужим плажама јужног Јадрана. Мноштво увала, плажа, острва, као и планински масив Ловћена привлаче велики број туриста. Уз све ово, последњих деценија изграђени су бројни хотели и приватни апартмани који задовољавају највише стандарде у области хотелијерства, а богати забавни, музички и излетнички програми су позиционирали Будву на веома високо место пожељних туристичких дестинација.
Седиште ривијере је Будва, једно од најстаријих насеља на Јадрану. Будвански Стари град се помиње у писаним изворима још у 5. веку пре нове ере. Поред Будве ривијеру чини четрдесетак насеља међу којима су најпознатији Бечићи, острво Свети Стефан, Буљарице, Петровац, Милочер, Пржно, острво Свети Никола и друга.

## Географски положај
Будванска ривијера заузима средишњи дeо Црногорског приморја. На дужини од 27 км смештено је 17 мањих и већих пешчаних плажа, почев од Јаза на северу, до Буљарица на југу. На северозападу се граничи которском, на североистоку и истоку цетињском а са југоистока барском општином. У залеђу ривијере, целом дужином територије протеже се планински венац Ловћена.
Будва је само 30 км удаљена од старе црногорске престонице Цетиња, од главног града Подгорице око 60 км, а од ски-центара у северном делу Црне Горе око 180 км или 3 сата вожње аутомобилом. Током целе године веома добро је повезана ваздушним, друмским, железничким и бродским саобраћајем са свим деловима света. 
- У близини Будве налазе се два савремена аеродрома. Аеродром Тиват удаљен је од Будве 22 км, а Аеродром Подгорица 65 км.
- Пругом Београд-Бар током туристичке сезоне саобраћају и специјални туристички возови коли превозе туристе на ово подручје. Од Бара је Будва удаљена око 40 км[3] Најјужније насеље Будванске ривијере, Буљарице, удаљено је од железничке станице у Сутомору свега око 10 км.[4]
- Преко пристаништа у Будви и Петровцу ово подручје је повезано са свим важнијим лукама Црногорског приморја. Због повољног географског положаја Будва је све интересантнија поклоницима јахтинг туризма. Савремено опремљена марина може да прими преко 1000 бродова и да пружи све услуге савременим мототуристима.[5]

## Клима
Будванска ривијера се одликује медитеранском климом, са благим кишовитим зимама и дугим топлим и сувим летима, која захватају и добар део пролећа и јесени. У приобаљу заклоњеном високим горским залеђем, клима је још блажа. Топло море и дуге пешчане плаже окружени су боровом шумом и маслињацима.
Највише температуре јављају се током јула месеца, око 30 °C, најниже током јануара када могу бити и испод нуле. Просечна годишња температура је око 15,8 °C. Подручје Општине Будва има око 2.300 сунчаних сати годишње.
Температура мора најнижа је у фебруару, око 11,7 °C, док је највиша у августу, око 24,7 °C. Од маја до октобра море је у просеку топлије од 18 °C. Туристичка сезона на Будванској ривијери траје од марта до новембра месеца. Сезона купања почиње око 10. маја и траје до 8. новембра, што износи око 182 дана.
Годишња количина падавина износи 1.626 мм/м². Највише падавина јавља се у новембру, 232 мм/м², док је најмање током јула, 35 мм/м².

### Ветрови
Ветрови најчешће дувају из северног квадранта руже ветрова, а најучесталији су од октобра до марта:
- Бура или Север дува са копна. По правили обично дува у новембру и децембру и достиже брзину од 12-15 м/сек. Доноси ведро и лепо време, али је олујна бура најопаснији ветар на Јадрану. У Будви се ретко дешава.
- Југо или Широко доноси облачно и кишовито време, а дува с мора према копну. Најчешћи је зими.
- Маестрал дува са северозапада и прати правац обале. Дува лети, пријатан је и освежава. Јавља се око 10 сати ујутру а престаје око 5 сати поподне. Према старим млетачким изворима, ово је главни ветар за једрење по Јадрану.

Ветрови који се ређе јављају су:
- Поненте или Пуленат, који долази са запада.
- Трамонтана, који настаје на северу Италије где северни ветрови долазе преко Алпа.
- Лаванте или Левант, који долази са истока, је влажни ветар. Обично се јавља у зимским месецима. То је пролазни ветар. Дува једнолично и скоро увек уз облачно вријеме, а често и уз кишу.
- Лебић (Libecchio) долази из Сицилије, где се назива Либици јер дува из правца Либије.[5]

## Флора и фауна
Будванско подручје је дeо Црногорског приморја које је специфично по свом биолошком, географском и пејсажном диверзитету. Од укупног броја заштићених - ретких, проријеђених, ендемичних и угрожених биљних и животињских
врста на територији Црне Горе), један значајан део, око 1/4 укупног броја, налази се и на територији општине Будва.
Биљни и животињски свет овог подручја условљен је, пре свега, климом. Веома је богат и разноврстан, али нема специфичности које би га издвајале од суседних приморских крајева. У погледу вегетације будванско приморје припада провинцији медитеранских шума и макије (ниски
приобални појас, средње побрђе и јужне стране приморског масива) и провинцији медитеранских полупустиња (делови високих, стеновитих терена). Заштита и уређење предела врши се кроз утврђивање зона са одговарајућим режимом заштите, где се штите основне природне вредности, а тиме и пејзаж, биљне и животињске врсте, као и сви остали природни ресурси.

### Биљни свет
Посебну амбијенталну вредност атрактивног вегетационог декора Будванске ривијере чине засади маслина, од искона аутохтоне воћарске културе. Будванска ривијера је позната и по засадима винове лозе и смоквама. Поред чемпреса, који доминирају пејзажом, дуж обале се често срећу стабла мандарина, лимуна, поморанџи и жбунови, нара. У парковима и око кућа чести су олеандри, палме, мимозе и многе друге егзотичне врсте.
- Зимзелене биљке и четинари, елементи медитеранске флоре (чемпреси, клеке, бршљан...)
- Канарска палма је чест дендролошки елеменат вртова, паркова и дрвореда на Будванској ривијери
- Медитеранске биљке красе улице и тргове
- Лепоте цветова аутохтоне вегетације
- Егзотичне врсте на улицама, трговима, у вртовима и баштама

### Животињски свет
Фауна будванског подручја припада медитеранској суб-зони. Од разноврсне дивљачи најчешће се среће дивља свиња, зец, лисица, куница, шакал, јазавац и ласица, док се вукови ретко појављују. Птичји свет је такође веома разноврстан, представљен углавном јаребицама, голубовима, препелицама, паткама, шљукама, грлицама, вугама, славујима, шевама, ластавицама и другим селицама. Орлова и других птица грабљивица је све мање. Ову разноликост декоративно употпуњује шаролики свет лептира и водоземаца.
Раније је будванско приморје било познато по својим ловним теренима, релативно богатим разном дивљачи. Међутим, у посљедњих неколико деценија, миграцијом домицилног сеоског становништва у град, као и непланским уништавањем племените дивљачи, фауна је прилично осиромашена.

### Морска флора и фауна
Живи свет приобалног мора будванског приморја је такође разноврстан, што доприноси развоју спортско-риболовног туризма. Будва је према пучини мора отворена у његовом најјужнијем, најтоплијем и најдубљем делу. У црногорском делу Јадранског мора живи преко 300 врста и подврста риба. Сеновито дно богато је биљним и животињским светом. Обрасло је зеленим, мрким и црвеним алгама, у чијем сплету живи доста врста риба које ту трагају за храном - ципол, ушата, пирка, шпар, сапа и друге. Уз каменито дно се држе зубатац, бранцин, шкарпина, орада, итд. По површини, у јатима пливају иглице, локарде и гоф. Честе су и хоботнице, сипе, лигње и јастози. Од шкољки су најчешће дагње, каменице и прстаци.

## Будва
Будва је седиште Будванске ривијере и административни центар Општине Будва. Са Бечићима квалитативно и квантитативно представља најзначајнији туристички центар на Црногорском приморју.
Осим чувених плажа Могрен и Ричардова глава, једна од главних атракција је будвански Стари град, који се помиње у писаним изворима још у 5. веку пре нове ере. Стари Град је градско утврђење, првобитно подигнута на острву недалеко од обале, а касније је превлаком спојен са копном тако да је данас то обалско утврђење, иако је првобитно било острвско. Град је очуван и дан данас. Његове се куће користе за живот. Тешко је страдао у великом земљотресу 1979. године, али су зидине и куће успешно саниране. Зидине Старог града биле су и остале атракција за туристе из свих крајева света. У приземљима старих градских кућа данас су галерије, продавнице, кафеи и бутици. У Старом граду смештена је и градска тврђава Цитадела или Каштел, из 5-6. века п. н. е, један од ретких примера историјски слојевитог објекта на Црногорском приморју. Цитадела је повезана са зидинама у јужном, најузвишенијем делу града. Унутар Цитаделе су остаци темеља цркве Санта Марија де Кастело, за коју се верује да потиче из доба Немањића и Балшића, а по којој се цјела тврђава називала Каштел Свете Марије. Први пут тврђава се у писаним изворима помиње 1425. године. У оквиру Цитаделе данас се, у току летњих месеци, одвија богат културни живот у виду програма који чине театарска, музичка и балетска извођења. Најпознатија манифестација је позоришни фестивал Град театар, који се од Будви организује од 1978. године.
Један од најпрепознатљивијих мотива Будве свакако је острво Свети Никола. Налази се на мање од једног километра удаљености од Будве и представља највеће острво на јужном делу Јадрана. Име је добило по истоименој црквици која се налази на њему. Острво има бројне увале, а покривено је медитеранском вегетацијом. Некада је представљао и природни резерват. На острву има јелена, муфлона, шумских зечева и више врста птица. Има три пешчане плаже, укупне дужине 840 m. Острво је повезано са Будвом подморским спрудом Туња, на којем се за време осеке водостај спушта на свега пола метра, па се готово може прегазити. Острво Свети Никола је једна од најпрепознатљивијих слика Будве. Једно је од омиљених купалишта Будвана и један од локалитета на који су највише поносни.

## Свети Стефан
Свети Стефан је ексклузивни град-хотел саграђен је на хриди која је са обалом спојена природном пешчаном превлаком. Овакав феномен, познат као томболо, ретка је природна појава у свету. Свети Стефан је највећи драгуљ Црногорског приморја и једна од најатрактивнијих туристичких дестинација на Медитерану. На брдовитој каменитој подлози сазидане су камене куће, које су данас претворене у модерне туристичке апартмане. Цело место опасано је зидовима, окруженим мирним плажама и чистим, бистрим морем. Цео амбијент, уз изузетне природне лепоте околине чини Свети Стефан најлуксузнијим и најпривлачнијим туристичким местом на Црногорском приморју. Са леве и десне стране томбола простиру се две песковите плаже црвенкасте боје песка, дужине 1.170 м. На обали преко пута, у парку уређеном у медитеранском стилу, налази се хотел, ресторани, кафеи, ронилачки клуб и паркинг. Ексклузивитет Светог Стефана је одавно познат у свету. Овде се радо одмарају познате личности.

## Милочер
Милочер је мало насеље 6 км удаљено од Будве, 28 км од аеродрома Тиват и само 500 м од Светог Стефана. Не тако давно Милочер је био краљевска резиденција, а данас је једно од најцењенијих црногорских летовалишта, у ком се налази и љетња резиденција председника Црне Горе. Територија представља 18 хектара парка, уређеног у француском стилу који задивљује елеганцијом и изгледом дрвореда, јаким бојама и лепотом егзотичних биљних врста, донете из Азије, Африке и Америке, које овде расту у природним условима. У Милочеру се некада налазио летњиковац династије Карађорђевић, данас „Вила Милочер”. У близини виле се налази једна од најлепших црногорских плажа, Краљичина плажа, названа тако по Марији Карађорђевић, југословенској краљици, која је волела да одмара на овој плажи. Испод летњиковца се налази и велика милочерска плажа, познатија као Краљева плажа. Са парком у залеђу Краљева плажа представља прави природни експонат.

## Музеји и галерије
Музеј града Будве налази се у Старом граду, у згради аутентичне медитеранске архитектуре с почетка 19. века. У њему је стална поставка археолошке, етнографске и уметничке збирке, док се у приземљу музеја налази лапидаријум. Изложба прати културни развитак простора данашње Будве од 5. века пре нове ере, кроз средњи век до данашњих дана. Посебни су експонати пронађени на Будванској некрополи из хеленистичког периода, као и бројни експонати етнографске збирке који сведоче о богатству и разноликости народног стваралаштва на овом простору.
Спомен дом „Стефан Митров Љубиша” чува предмете везане за живот и дело писца и политичара Стефана Митрова Љубише. Чине је званични документи, лична преписка, новински чланци, поједина издања његових дела као и разни лични предмети. Зграда се налази у Старом граду и пример је аутентичне медитеранске архитектуре с почетка 19. века.
Будванска Модерна галерија основана је 1972. године. У њој су, било самостално или колективно, излагала и била представљена највећа имена савременог ликовног израза, не само Црне горе, већ и бивше Југославије. Фундус Модерне галерије броји 218 слика, цртежа, акварела, гравира и скулптура, који су се, највећим делом, путем поклона, нашли у њеним збиркама. Међу њима, највреднија је јединствена колекција „Савремени експресионисти”.

## Цркве и манастири
Манастир Прасквица је православни манастир смештен на брду изнад Милочера и Светог Стефана. Име је добио по оближњем извору, чија вода мирише на брескве које овде народ зове и праске. Манастир је био духовни и политички центар Паштровића, а његово оснивање везује се за 11. век. Главна манастирска црква, посвећена Светом Николи, сазидана је у 15. веку, о чему сведочи повеља зетског владара Балше III Балшића. На њеним остацима је у 19. веку је подигнута пространија грађевина, која у себи носи остатке фрескописа старе цркве. Друга манастирска црква, смештена на брежуљку, посвећена је Светој Тројици и потиче из 17. века. Њена највећа уметничка вредност су фреске које је осликао зограф Радул и позлаћени иконостас Димитрија Даскала из 17. века. У склопу манастирског комплекса су конак и некадашња школа у којој су својевремено монаси описмењавали паштровачку децу. У манастиру се чува и рукописно Јеванђеље оковано сребрним корицама, које је према предању Паштровићима 1600. године поклонио црногорски владика Данило. Веома атрактиван за посетиоце је и велики камени сто за којим је деценијама заседао и паштровачки суд звани „банкада”.
Манастир Подмаине, односно Подострог је православни манастир свега 2 км удаљен од Будве. Саграђен је на ивици поља, на земљишту које је толико узвишено изнад поља, да се из манастира може видети читав будвански залив. Петар II Петровић Његош је радо током зиме боравио у овом манастиру, где је написао Слободијаду и део Горског вијенца.
Црква Светог Ивана је католичка црква која се налази у срцу будванског Старог града. Уз њу је, до 1828. године, било седиште бискупије. Претходно је на месту садашње ту постојала стара црква, која је страдала је у разорном земљотресу који је погодио Црногорско приморје 1667. године. Нова црква подигнута је на њеним темељима. Изглед и стање у којем се она данас налази вероватно су плод обнове после великог земљотреса. У цркви се налази неколико значајних старих икона из 17. и 18. века.
Црква Санта Мариа ин пунта најстарија је прецизно датирана грађевина у Будви. У њеном источном зиду, у унутрашњости цркве, налази се узидана камена плоча са које се чита да је црква основана 840. године. Црква стоји на самом северозападном рубу града, има више градитељских слојева. На њој се може сагледати слика збивања на овом тлу у протеклом миленијуму.

## Тврђаве
Осим утврђеног будванског Старог града и Цитаделе, на Будванској ривијери могу се посетити и тврђаве Космач и Могрен.
Тврђава Космач се налази на 800 метара надморске висине, на истоименом брежуљку изнад села Брајићи, недалеко од Будве. Саградили су је Аустријанци у периоду између 1841-1850. године на граничној линији између Црне Горе и Аустрије. Локација изабрана за изградњу ове тврђаве, заједно са самом тврђавом, је веома упечатљива и доминира над Будванском ривијером. веома је значајна и са симболичког становишта и као препознатљиви елеменат пејзажа Будванске ривијере.
Тврђава Могрен је фортификациони објекат, некадашња касарна и војно упориште аустроугарске војске. Саграђена је 1860. године. Налази се на обронку брда Спас, у непосредној близини Будве, изнад чувене будванске плаже Могрен. Представља хомогену грађевину али је, услед рушења и неколико земљотреса, лоше очувана.

## Најпознатије плаже Будванске ривијере
Плаже Будванске ривијере убрајају се у најлепше плаже Црногорског приморја и скоро све су заштићене. Још у периоду између два светска рата неке од њих сматрале су се најлепшим европским плажама. Колики је значај у то време придаван плажама Будванске ривијере и квалитету песка на њима сведочи и податак да су Чеси правили изложбу скулптура од песка са ових плажа. Као Споменици природе III категорије заштићене су:
- Плажа Буљарица
- Петровачка плажа
- Плажа Дробни пијесак
- Плажа Свети Стефан
- Плажа Милочер
- Бечићка Плажа
- Словенска плажа
- Плажа Могрен
- Плажа Јаз
- Плажа Пржно[29]

### Плажа Јаз
Плажа Јаз једна је од три најдуже плаже на црногорском приморју, а убраја се и у најлепше. Налази се на 2,5 километара западно од Будве. Састоји се од два дела, један је дугачак 800 метара, а други, некада нудистичка плажа, 400 метара. Укупна површина плаже је 22.500 м². На простору плаже се налазе различити угоститељски објекти, паркинг, ауто-камп и фудбалски терени.
Деценијама је била популарно место за сунчање и купање, како мештана и туриста из Будве, тако и оних из Боке которске, али је међународни углед стекла као домаћин бројних концерата и музичких фестивала почетком 21. века. На овој плажи су наступали, Ролингстонси, Мадона, Лени Кравиц, Арманд ван Хелден и други, док су од регионалних звезда гостовали, Горан Бреговић, Дино Мерлин, Здравко Чолић и други. Најпознатији музички догађај свакако је Си Денс фестивал, који је 2015. године на овој плажи окупио 110.000 посетилаца и оборио све рекорде у посећености догађајима на отвореном овога типа у Црној Гори.

### Плажа Могрен
Плажа Могрен једна је од најпознатијих плажа на Будванској ривијери. Налази се у непосредној близини Будве. Улаз на плажу удаљен је око 150 м од Старог града. Чине је две мање плаже, Могрен I и Могрен II, међусобно спојене кратким тунелом који пролази кроз природну стену, укупне дужине око 350 м. До плаже води бетонска стаза од хотела „Авала”, такође дуга 350 метара. Убраја се у престижније плаже на јужног Јадрана и један је од симбола Будве. Брдо Спас, које се уздиже изнад плаже и на коме се налази тврђава Могрен, третира се као Посебни природни предео и такође је, као и сама плажа, заштићено као Споменик природе III категорије.

### Словенска плажа
Словенска плажа је главна будванска плажа и сврстава се у најлепше плаже Медитерана. Простире се од градске луке до хотела „Парк” и укупне је дужине око 1.600 м. Купалиштем је проглашена још давне 1920. године. Мање је познато да су чари Словенске плаже први открили чешки туристи, у периоду између два светска рата, када су из године у годину Чеси и Словаци летовали уз ову плажу. По овим првим туристима плажа је добила име. Плажа је шљунковита, на обали и у мору. У залеђу, одмах уз плажу, налази истоимени хотелски комплекс „Словенска плажа”, саграђен у виду туристичког насеља. Сви објекти изграђени су у медитеранском стилу, што насељу даје посебну атмосферу. Овај комплекс је, усвајањем одређених правила опредељен за еколошку хотелску понуду и један од првим хотелских објеката у Црној Гори који је добио европски сертификат у области заштите животне средине , који обавезује да се пословање базира на одрживом развоју, уз минимално угрожавање природних ресурса.

### Бечићка плажа
Бечићка плажа сматра се једном од најлепших и највећих плажа на јужном Јадрану. Песковита је, дуга 1950 м и протеже се од локалитета Завала до Дјевистења. Године 1935. ова плажа је у Паризу добила „Гранд при” као најлепша европска плажа, а тридесет година касније добила је и Златну палму за најлепшу плажу Медитерана. У склопу залеђа налазе се комплекси луксузних хотела. Ова плажа је купалишна зона са свим пратећим садржајима. У непосредној близини налазе се различити објекти за спорт, рекреацију и одмор у уређеним парковима и на спортским теренима свих садржаја. Нарочито је позната по разнобојном песку, насталом од доноса камења из четири потока који се овде уливају у море. Најатрактивнија је свакако Зелена стена, на самом улазу у Рафаиловиће. Дуга шеталишна стаза уз саму плажу води од плаже Каменова до Старог града у Будви.

### Плажа Каменово
Плажа Каменово је прва у низу од петнаестак мањих, веома атрактивних плажа Будванске ривијере. Налази се на потезу према Перазића долу, између Бечића и Пржна. Обала је песковита, као и морско дно, што кристално чистој води даје необичан, час тиркизни, час азурни тон. Оријентисана је према југоистоку, због чега има велики број сунчаних сати. Плажа Каменово је дуга око 730 м. Приступачна је због близине ауто-пута.

### Плажа Пржно
Плажа Пржно једна је од најлепших и најпопуларнијих плажа на црногорској обали. Налази се испред истоименог живописног, типично приморског насеља, што самој плажи даје посебну драж. Протеже се од рта Пржно до рта Милочер. Пржно је комбинација пешчане и делом стеновите плаже, дужине 350 метара. Залеђе чине маслињаци изузетне вредности, због чега се цели локалитет сврстава у списак заштићених природних резервата. У непосредној близини налази се хотел „Маестрал”. По мишљењу многих, са ове плаже може се посматрати најлепши залазак сунца на црногорском приморју.

### Краљичина плажа
Краљичина плажа се налази уз милочерску плажу и око 500 м је удаљена од Светог Стефана. Ова плажа важи за једну од најлепших плажа на Медитерану. То је мала плажа, дуга око 200 метара, са засадима чемпресима и маслинама у залеђу. Уз плажу се налази летња резиденција краља Николе. Између два светска рата у Милочеру је била летња резиденција Карађорђевића, а ова плажа је била омиљена српској краљици Марији Карађорђевић. Тада је и стеновита литица недалеко од плаже, окружена шумом чемпреса, добила име „Краљичина столица”, јер је на њеном врху била постављена столица за уживање и одмор краљице. Са овог места се пружа поглед на Стари град Будву, острво Свети Никола и полустрво Свети СтефанОво је један од најлепших видиковаца на Будванској ривијери.

### Милочерска плажа
Милочерска плажа, позната и као Краљева плажа, спада у плаже највише категорије и једна је од најексклузивнијих на Будванској ривијери и овом делу Јадрана. Дуга је 280 m, а површине 7400 m2. На плажи је ситан песак, а окружује је Милочерски парк површине 18 ha, богат егзотичним дрвећем. У залеђу плаже, готово на самој обали, налази се „Вила Милочер” некадашња летња резиденција српске и југословенске династије Карађорђевић. Име је добила по југословенском краљу Александру Карађорђевићу. Летњиковац Карађорђевића изграђен је 1934. године. У парку се налази велики број ретких биљних врста које су из свих крајева света доношене баш за овај парк, тако да Краљева плажа представља прави природни музеј. Међу многим егзотичним врстама дрвећа налазе се либански кедар, еукалиптус, тропске мимозе, јапанске мушмуле, кактуси, агаве и многе друге.

### Плажа Дробни пијесак
Плажа Дробни пијесак налази се у близини Петровца. Једна је од мањих плажа Будванске ривијере, смештена у ували дужине око 250 м. Једна је од мирнијих и интимнијих плажа. Покрива је песак жуто беле боје, што јој даје егзотичан, тропски изглед. Залеђе је обрасло макијом и маслињацима, што јој је донело епитет „дивље”. На самој плажи се налази и извор питке воде. Плажа је позната и по томе што се на њој некада одвијао скуп племенских поглавара Паштровића - „Банкада”.

### Плажа Буљарице
Буљарица један од највећих туристичких потенцијала црногорске обале. Буљаричко поље и падине брда Дубовице погодни су за развој свих видова туризма. Увала Буљарица протеже се од рта Ресово брдо до Дубовице, а шљунковита плажа дуга је 2.250 м и представља највећу плажу Будванске ривијере. Налази се на удаљености 1 км од Петровца, у правцу Бара. У залеђу плаже се налази више ауто-кампова и одмаралишта. Од 2018. године Си Денс фестивал се одржава на овој плажи.
- Плажа Каменово
- Плажа Пржно
- Кеаљичина плажа у Чању
- Плажа Дробни пијесак
- Плажа у Буљарицама
- Црвена главица, једна од мањих плажа

Осим ових, дуж Будванске ривијере налази се и низ мањих, али не и мање популарних плажа:
- Ричардова глава, смештена између Старог града и хотела Авала, дуга свега око 100 м, али једна од најпопуларнијих и најпосећенијих плажа током целе године. Добила је име по глумцу Ричарду Видмарку, који је ту снимао филм “Дуги бродови” 1963. године.[50]
- Плажа Пизана, увучена у мали простор између источног дела Старог града и градске луке. У њеном залеђу налази се будванско пливалиште. Шљунковита је и дугачка непуних 50 м. Локација ове плаже је сама по себи довољно атрактивна да током целе сезоне привуче велики број посетилаца.[51]
- Милочерска или Краљева плажа, испод некадашњег летњиковца краљевске породице Карађорђевић, изграђеног 1934. године. Цео комплекс је зидом одвојен од магистрале и приступа му се кроз две капије, једна према Пржну а друга на излазу према Светом Стефану. Дуга је 280 м, а у залеђу је милочерски парк, који захвата 18 ха, са егзотичним врстама дрвећа какве су што су либански кедар, тропске мимозе, јапанске мушмуле, кактуси, агаве и друге врсте. Милочерска плажа спада у пешчане плаже високе категорије.[52]

## Туристички смештај
У смештајној понуди општине Будва се у 2011. налазило нешто више од 58.000 кревета. У раздобљу од 2001. до 2011. године укупни капацитети су порасли 2,5 пута што је углавном резултат пролиферације приватног смештаја, који се у првој деценији 21. века повећао за готово 10 пута и у једном тренутку чак премашио 50.000 кревета, што је представљало око 70% укупних смештајних капацитет. Насупрот квантитету, квалитет није био на тако високом нивоу. Насупрот томе, хотелски смештај, који је током те деценије учествовао са 20%, константно је добијао на квалитету. Већи део процеса реструктурисања хотелских капацитета догодио се у периоду од 2001. до 2007. године, што је довело до тога да се у првој на почетку друге деценије 21. века број хотелских капацитета стабилизовао на око 12.000 кревета. Више од 50% укупних капацитета општине Будва је у категорији хотела са 4 и 5 звездица.
Хотелски смештај будванске ривијере обухвата објекте различитих категорија. Заступљени су хотели, туристичка насеља, пансиони,
виле и одмаралишта. Водећа и највећа туристичка компанија на Будванској ривијери и у целој Црној Гори је Хотелска Група Будванска Ривијера АД, са својих 3.800 кревета, највећа је туристичка компанија у Црној Гори.
Неприкосновени туристички симбол Будве представља Хотел Могрен, аутентичан градски хотел категорисан са 3 звездице. Саграђен је давне 1934. године. Смештен је надомак зидина Старог града, а име је добио по оближњој плажи Могрен, једној од најлепших будванских плажа.
Још један симбол Будве свакако је и туристички комплекс Словенска плажа је туристички комплекс саграђен у виду насеља. Саграђен је 1984. године, а реновиран 2012. Сви објекти изграђени су у медитеранском стилу, што овом насељу даје посебну атмосферу. Туристички комплекс „Словенска плажа” се, усвајањем одређених правила пословања, од самог почетка определило за еколошку хотелску понуду. После испуњавања низа комплексних правила, прописаних од стране Европске уније и уз менторски надзор међународних стручњака надлежних у области еко обележја, ово туристичко насеље је постало један од првим хотелских објеката у Црној Гори који је добио европски сертификат у области заштите животне средине , који обавезује да се пословање базира на одрживом развоју, уз минимално угрожавање природних ресурса.
Бисере Будванске ривијере представљају ексклузивни хотелски објекти на Светом Стефану и Вила Милочер, некадашњи летњиковац српске краљевске породице Карађорђевић.

## Манифестације
Дуж будванске ривијере одржава се низ културно-забавних манифестација. Највише их се организује током лета, али је културно-забавни живот активан и у другим периодима године.
- Град театар Будва је позоришни фестивал који се у Будви организује од 1978. године. Један је од најзначајнијих и најугледнијих културно-уметничких манифестација у региону. Замишљен је као пресјек савремених остварења пре свега позоришног, а затим и ликовног, музичког и књижевног стваралаштва.[58] Одржава се у будванском Старом граду, са главном сценом на Тераси између цркава.[59] На фестивалу учествују позоришне трупе из целог региона.[60]
- Пјесма Медитерана је највећи музички фестивал на јужном Јадрану.[61] Организовао се средином јуна од 1992. до 2010. године и окупљао је велики број домаћих и страних извођача у медитеранској и поп музици, док су у ревијалном делу наступала свјетски позната имена из света музике и моде.[62] Године 2011. фестивал је отказан[63] и од тада се не одржава. Покренута је иницијатива за поновно покретање овог фестивала.[64]
- Си Денс фестивал је међународно признати музички фестивал. Од 2014. до 2017. године одржавао се на плажи Јаз, а од 2018. одржава се на плажи Буљарице.[65] Већ после првог издања фестивал је службено проглашен за најбољи европски фестивал средње величине на церемонији доделе награда European Festival Awards, одржаној у Гронингену у јануару 2015. године.[66] Следеће године концепт фестивала је модификован у односу на прво издање. Фестивал је имао шест отворених бина,[67] које су нудиле различите музичке жанрове. Број иностраних посетилаца био је већи за 70% у односу на претходну годину, а посетиоци су дошли из више од 40 земаља света. Такође је постављен рекорд и у укупној посећености, са око 110.000 људи присутних на плажи Јаз. Процењено је да је овај фестивал донео црногорској туристичкој привреди око 20 милиона евра.[33]

Осим ових, дуж Будванске ривијере организује се и низ других културно-забавних манифестација. Неке од њих су и традиционални дочек Нове године испред зидина Старог града, Међународни карневал и „Пролећна ноћ под маскама” у Будви. Осим њих у Будви се од маја до октобра реализује и четворомесечни програм „Будванско лето”, у оквиру кога се организује Фестивал уличних трупа, Фестивал црногорског музичког наслеђа, програм Summer Cinemania, Фестивал етно медитеранске музике, Међународни Фестивал фолклора, мажоретки и дувачких оркестара, Фестивал дечијих позоришта, Џез фестивал у Петровцу, манифестација „Фешта у Пржну” и друге.
У оквиру Спомен дома „Стефан Митров Љубиша” у Будви се сваке четврте године током фебруара месеца организује традиционална манифестација „Љубишини дани” у оквиру које се одржавају симпозијуми са међународним учешћем, посвећени животу и делу истакнутог писца Стефана Митрова Љубише.

## Међународна признања
Водећи светски туристички водич Лоунли Планет (енгл. Lonely Planet) 2015. године прогласио је будванску плажу Јаз најбољом европском плажом.
Си Денс фестивал је већ после првог издања 2014. године проглашен за најбољи европски фестивал средње величине на церемонији доделе награда European Festival Awards, одржаној у Гронингену у јануару 2015. године.
Туристички комплекс „Словенска плажа” један од препознатљивих симбола Будве и Будванске ривијере, међу првим туристичким објектима у Црној Гори добио је европски сертификат Eco Label, који обавезује да се пословање базира на одрживом развоју, уз минимално угрожавање природних ресурса. Овај комплекс такође је и добитник Wild Beauty award награде за најлепши локалитет у 2013. години, а на Сајму туризма у Прагу добио је специјално признање за првокласне услуге у сезони 2012.